# Calle 19/Oakland (BART)
Calle 19/Oakland es una estación en las líneas Richmond–Millbrae, Pittsburg/Bay Point–SFO/Millbrae y Richmond–Fremont del BART, administrada por la Distrito de Transporte Rápido del Área de la Bahía. La estación se encuentra localizada en 1900 Broadway en Oakland, California. La estación Calle 19/Oakland fue inaugurada el 11 de septiembre de 1972.

## Descripción
La estación Calle 19/Oakland cuenta con 1 plataforma central y 1 plataforma lateral y 3 vías.

## Conexiones
La estación es abastecida por las siguientes conexiones de autobuses: 
- Rutas del AC Transit: Rutas 1, 1R*, 11, 12, 18, 51A, 72, 72M, 72R* (local); NL (Transbay); 800, 802, 805, 851 (All-Nighter) (todas las rutas se conectan en Uptown Transit Center en 20th & Broadway). 
 Greyhound: terminal de autobuses ubicada en la Calle 20 y la Avenida San Pablo
* - La ruta opera los días de semana solamente